# Pogadanka
Pogadanka – metoda nauczania, w której nauczyciel podejmuje rozmowę z uczniami. W przeciwieństwie do zwykłej rozmowy, nauczyciel zna zawczasu odpowiedzi uczniów, ewentualnie na nie naprowadzając.

## Rodzaje
W zależności od zamierzonego celu wyróżnia się następujące rodzaje pogadanek:
- wstępna – mająca na celu przygotowanie do przyswojenia nowego materiału,
- heurystyczna – mająca na celu zaznajomienie z nowym materiałem,
- syntetyzująca – mająca na celu utrwalenie nowego materiału,
- kontrolna – mająca na celu sprawdzenie wiadomości.

## Klasyfikacja
W zależności od autora pogadanka znajduje miejsce w różnorodnych klasyfikacjach. Według Mariana Śnieżyńskiego pogadanka jest metodą w toku problemowym jako odpowiadającemu funkcji rozumienia człowieka. Wincenty Okoń zaliczył pogadankę do metod asymilacji wiedzy, związanych z myśleniem reproduktywnym. Daniela Becelewska stwierdziła, że pogadanka jest werbalną metodą aktywizującą.